# Минимальное остовное дерево
Минимальное остовное дерево (или минимальное покрывающее дерево) в (неориентированном) связном взвешенном графе — это остовное дерево этого графа, имеющее минимальный возможный вес, где под весом дерева понимается сумма весов входящих в него рёбер.

## Пример

Пример минимального остовного дерева в графе. Числа на ребрах обозначают вес ребер.

Задача о нахождении минимального остовного дерева часто встречается в подобной постановке: допустим, есть n городов, которые необходимо соединить дорогами так, чтобы можно было добраться из любого города в любой другой (напрямую или через другие города). Разрешается строить дороги между заданными парами городов и известна стоимость строительства каждой такой дороги. Требуется решить, какие именно дороги нужно строить, чтобы минимизировать общую стоимость строительства.
Эта задача может быть сформулирована в терминах теории графов как задача о нахождении минимального остовного дерева в графе, вершины которого представляют города, рёбра — это пары городов, между которыми можно проложить прямую дорогу, а вес ребра равен стоимости строительства соответствующей дороги.

## Алгоритмы
Существует несколько алгоритмов для нахождения минимального остовного дерева. Некоторые наиболее известные из них перечислены ниже:
- Алгоритм Прима,
- Алгоритм Краскала (или алгоритм Крускала),
- Алгоритм Борувки,
- Алгоритм обратного удаления (получение минимального остовного дерева из связного рёберно взвешенного графа).

## Родственные задачи
На задачу о нахождении минимального остовного дерева похожа задача о дереве Штейнера. В ней задано несколько точек на плоскости и требуется проложить между ними граф путей так, чтобы минимизировать сумму длин путей. Главное отличие от задачи о минимальном остовном дереве при этом заключается в том, что разрешается добавлять дополнительные точки ветвления с целью ещё сильнее уменьшить сумму длин рёбер. Задача о дереве Штейнера является NP-полной.